# Pejzaże Izraela
Pejzaże Izraela (hebr. סידרת מטבעות נופי ישראל, sidrat matbe’ot nofej Jisra’el) – seria obejmująca złote i srebrne izraelskie monety kolekcjonerskie emitowane przez Bank Izraela i dystrybuowane przez Israel Coins and Medals Corporation (ICMC). Seria zainaugurowana została w 2012 roku monetą nawiązującą do rafy koralowej w Morzu Czerwonym w Ejlacie i ma nawiązywać do pejzaży Izraela.

## Lista monet w serii
Zgodnie z założeniami serii monety nawiązują do miejsc i pejzaży Izraela. Na swoich awersach widnieje graficzne przedstawienie tematu przewodniego monety, nazwę tematu w językach angielskim, hebrajskim i arabskim. Na rewersach widnieje nominał monety, nazwa waluty w językach hebrajskim i angielskim, herb Izraela, nazwa państwa w językach hebrajskim, angielskim i arabskim, rok wybicia wg kalendarza żydowskiego i gregoriańskiego oraz znak mennicy (monety bite stemplem lustrzanym – litera מ, monety zwykłe – gwiazda Dawida).
Moneta z 2012 roku upamiętnia rafę koralową w Ejlacie. Monety srebrne i złota mają różniące się rewersy (inne położenie ryb na monecie), które zostały zaprojektowane tak, aby symulować podwodne życie. Różnice są także widoczne w przypadku monety z 2014 upamiętniającej Rezerwat Przyrody Chula. Rewersy monet jednoszeklowej i dziesięcioszeklowej przedstawiają palmy, a na rewersie monety dwuszeklowej przedstawione są ptaki.
Mennice: Mennica Norweska – Kongsberg.
| Moneta                  | Rok emisji | Nominał | Stop   | Średnica (mm) | Masa (g) | Znak mennicy | Stempel   | Mennica          | Nakład | Nr Krause | Wizerunek   |
| ----------------------- | ---------- | ------- | ------ | ------------- | -------- | ------------ | --------- | ---------------- | ------ | --------- | ----------- |
| Rafa koralowa w Ejlacie | 2012       | 1 ILS   | Ag 925 | 30            | 14,4     | ✡            | zwykły    | Mennica Norweska | 1800   | KM# 504   | AwersRewers |
| Rafa koralowa w Ejlacie | 2012       | 2 ILS   | Ag 925 | 38,7          | 28,8     | מ            | lustrzany | Mennica Norweska | 2800   | KM# 505   | AwersRewers |
| Rafa koralowa w Ejlacie | 2012       | 10 ILS  | Au 916 | 30            | 16,96    | מ            | lustrzany | Mennica Norweska | 555    | KM# 506   | AwersRewers |
|                         |            |         |        |               |          |              |           |                  |        |           |             |
| Rzeka Jordan            | 2013       | 1 ILS   | Ag 925 | 30            | 14,4     | ✡            | zwykły    | Mennica Norweska | 1800   | KM# 519   | AwersRewers |
| Rzeka Jordan            | 2013       | 2 ILS   | Ag 925 | 38,7          | 1 oz     | מ            | lustrzany | Mennica Norweska | 2800   | KM# 520   | AwersRewers |
| Rzeka Jordan            | 2013       | 10 ILS  | Au 916 | 30            | 16,96    | מ            | lustrzany | Mennica Norweska | 555    | KM# 521   | AwersRewers |
|                         |            |         |        |               |          |              |           |                  |        |           |             |
| Rezerwat Przyrody Chula | 2014       | 1 ILS   | Ag 925 | 30            | 14,4     | ✡            | zwykły    | b.d.             | 1800   | KM# 533   | AwersRewers |
| Rezerwat Przyrody Chula | 2014       | 2 ILS   | Ag 925 | 38,7          | 1 oz     | מ            | lustrzany | b.d.             | 2800   | KM# 534   | AwersRewers |
| Rezerwat Przyrody Chula | 2014       | 10 ILS  | Au 916 | 30            | 16,96    | מ            | lustrzany | b.d.             | 555    | KM# 535   | AwersRewers |